# Моока
Моока (яп. 真岡市 Моока-си) — город в Японии, находящийся в префектуре Тотиги. Площадь города составляет 167,21 км², население — 78 335 человек (1 июля 2014), плотность населения — 468,48 чел./км².

## Географическое положение
Город расположен на острове Хонсю в префектуре Тотиги региона Канто. С ним граничат города Уцуномия, Ояма, Симоцуке, Сакурагава, Тикусей и посёлки Хага, Итикай, Масико, Каминокава.

## Население
Население города составляет 78 335 человек (1 июля 2014), а плотность — 468,48 чел./км². Изменение численности населения с 1980 по 2005 годы:
| 1980 | 69 967 чел. |  |
| 1985 | 74 551 чел. |  |
| 1990 | 79 228 чел. |  |
| 1995 | 80 643 чел. |  |
| 2000 | 81 530 чел. |  |
| 2005 | 83 002 чел. |  |

## Символика
Деревом города считается Zelkova serrata, цветком — хлопчатник, птицей — полевой жаворонок.

## Города-побратимы
Моока породнена с городом Глендора, США.